# Gunfighter Ballads and Trail Songs
Gunfighter Ballads and Trail Songs ist das fünfte Studioalbum des US-amerikanischen Country-Sängers Marty Robbins. Es erschien im September 1959 bei Columbia Records, erreichte Platz 6 der Billboard 200 und wurde 1965 von der RIAA mit Gold und 1986 mit Platin ausgezeichnet.
Robbins erfolgreichste Single, El Paso, wurde ebenso wie das Eröffnungsstück Big Iron aus dem Album ausgekoppelt. Beide Stücke wurden sowohl in den Country- als auch in den Pop-Charts große Hits. Das Album wurde 2017 in die National Recording Registry der Library of Congress als „kulturell, historisch oder künstlerisch bedeutend“ aufgenommen.

## Titelliste

### Seite 1
1. Big Iron (Text: Marty Robbins) 3:56
2. Cool Water (Bob Nolan) 3:09
3. Billy the Kid (Traditional) 2:19
4. A Hundred and Sixty Acres (David Kapp) 1:40
5. They’re Hanging Me Tonight (James Low, Art Wolpert) 3:05
6. The Strawberry Roan (Curley Fletcher) 3:25

### Seite 2
1. El Paso (Marty Robbins) 4:19
2. In the Valley (Marty Robbins) 1:48
3. The Master’s Call (Marty Robbins) 3:05
4. Running Gun (Tompall Glaser, Jim Glaser) 2:10
5. The Little Green Valley (Carson Robison) 2:26
6. Utah Carol (Traditional) 3:13

Die 1999 veröffentlichte CD-Version von Legacy Records hat eine andere Reihenfolge der Titel und enthält zudem folgende Bonustitel:
1. The Hanging Tree (Jerry Livingston, Mack David) 2:50
2. Saddle Tramp (Marty Robbins) 2:03
3. El Paso (Full-Length Version) (Marty Robbins) 4:38

## Rezeption
AllMusic vergab viereinhalb von fünf Sternen und nannte es „das einflussreichste Album mit Westernsongs in der amerikanischen Musik nach dem Zweiten Weltkrieg.“ Es ist in jeder Überarbeitung der 1001 Albums You Must Hear Before You Die enthalten.
Jahre nach dem Erscheinen des Albums wählten Mitglieder der Western Writers of America sechs Lieder daraus zu den Top 100 Western Songs of All Time. Drei davon wurden von Robbins geschrieben: El Paso, Big Iron und The Master’s Call. Drei davon wurden von anderen geschrieben und zuvor aufgenommen: Cool Water, Billy the Kid und The Strawberry Roan.

## Kommerzieller Erfolg

### Chartplatzierungen
| ChartsChartplatzierungen       | Höchstplatzierung | Wochen |
| ------------------------------ | ----------------- | ------ |
| Vereinigte Staaten (Billboard) | 6 (57 Wo.)        | 57     |
| Vereinigtes Königreich (OCC)   | 20 (1 Wo.)        | 1      |

### Auszeichnungen für Musikverkäufe
| Land/Region               | Auszeichnungen für Musikverkäufe (Land/Region, Auszeichnung, Verkäufe) | Verkäufe  |
| ------------------------- | ---------------------------------------------------------------------- | --------- |
| Vereinigte Staaten (RIAA) | Platin                                                                 | 1.000.000 |
| Insgesamt                 | 1× Platin ·                                                            | 1.000.000 |